# زیر تنگ خیاط
زیر تنگ خیاط، روستایی از توابع بخش فیروزآباد شهرستان سلسله در استان لرستان ایران است. زبان مردم این روستا لکی است.خیاط به معنی گذرگاه و محل عبور و مرور می باشد که در گذشته این روستا و تنگه خیاط محل عبور و مرور ایلات این منطقه از ییلاق به قشلاق بوده است.

## جمعیت
این روستا در دهستان فیروزآباد قرار دارد و بر اساس سرشماری مرکز آمار ایران در سال ۱۳۹۵، جمعیت آن ۱۸۸ نفر بوده که ۱۰۰ نفر مرد و ۸۸ نفر زن بوده اند. این در حالی است که جمعیت این روستا در مقایسه با سرشماری سال ۱۳۸۵ ، ۵۷ نفر کاهش داشته است. روستای زیرتنگ خیاط دارای ۵۰ خانوار می باشد.